# Route européenne 903
Pour les articles homonymes, voir E903 et Route 903.
La route européenne 903 relie Mérida à Alicante sur une distance de 672 km.